# 胡晋臣
胡晋臣（12世纪—1193年），字子远，蜀州（今四川省崇庆县）人。南宋大臣，宋光宗时参知政事。
宋高宗绍兴二十七年（1157年）胡晋臣中进士，为成都府通判。因为制置使范成大推荐，宋孝宗召赴入对。胡晋臣上疏称当今士俗、民力、边备、军政四弊。于是担任秘书省校书郎，转任著作佐郎兼右曹郎官。胡晋臣上奏重讲官、责有司、通下情三事，得到宋孝宗首肯。当时赵雄秉政，宗室招权，胡晋臣开列近幸姓名。宋孝宗感悟，近幸都很畏惧，胡晋臣于是得罪了很多人。求外任，出知汉州。后来再次召入，上书选将帅、广平常、治渠堰、更铨法、通楮币五事。转任侍御史。朱熹被任命为兵部官员，因病没有就任。侍郎林栗上奏说他傲慢。胡晋臣肯定朱熹批评林栗。宋光宗嗣位，擢升胡晋臣为工部侍郎，给事中兼侍读。拜端明殿学士、签书枢密院事。宋光宗绍熙元年（1190年）被任命为参知政事兼同知枢密院事，宋光宗经常不临朝，胡晋臣和留正一起辅政。绍熙四年（1193年）在官位上去世，赠金紫光禄大夫、资政殿大学士，谥号文清。

## 延伸阅读
[在维基数据编辑]
 《宋史/卷391》，出自脱脱《宋史》